# Domenico Ginnasi

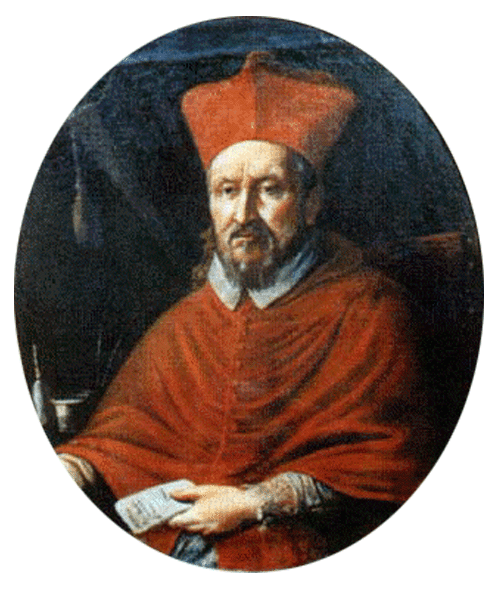
Domenico Kardinal Ginnasi

Domenico Ginnasi (* 19. Juni 1551 in Castel Bolognese bei Imola; † 12. März (nach anderen Angaben: 13. März) 1639 in Rom) war ein Kardinal der Römischen Kirche.

## Leben
Ginnasi, drittes Kind des Arztes Francesco Ginnasi und der Adligen Caterina Pallantieri, studierte in Bologna. 1572 erhielt er seinen Abschluss als Doktor beider Rechte. Ginnasi arbeitete viele Jahre in den Diensten der Kurie und wurde im Jahre 1586 Erzbischof von Manfredonia, ein Amt, das er bis 1607 innehatte. Die Bischofsweihe spendete ihm am 28. Dezember 1586 in der Sixtinischen Kapelle Kardinal Decio Azzolini; Mitkonsekratoren waren Giulio Ricci, Bischof von Teramo, und Vincenzo Casali, Bischof von Massa Marittima.
Von 1598 bis 1600 war er apostolischer Nuntius in der Toskana, von 1600 bis 1605 in Madrid. Papst Clemens VIII. erhob Ginnasi am 9. Juni 1604 zum Kardinal und verlieh ihm die Titelkirche San Pancrazio. 1606 wechselte er zur Titelkirche Santi XII Apostoli (bis 1624) und von 1624 bis 1626 amtierte er als Kardinalpriester von San Lorenzo in Lucina. Zwischen 1618 und 1619 war Kardinal Ginnasi Camerlengo des Heiligen Kollegiums. Im Jahr 1626 in die Klasse der Kardinalbischöfe aufgenommen, war er bis 1629 Kardinalbischof von Palestrina und von 1629 bis 1630 Kardinalbischof von Porto e Santa Rufina. Von 1630 an bis zu seinem Tod stand Ginnasi dem Kardinalskollegium als Dekan vor und war zudem Kardinalbischof von Ostia.
Der Kardinal starb an Gicht. Er wurde in der Kapelle von Santa Maria sopra Minerva beigesetzt.
Ginnasis früherer Palast befindet sich in Rom an der Ecke von Via dell' Arco di Ginnasi und Via delle Botteghe Oscure und wurde 1936 restauriert. Auf Castel Bolognese wurde das Collegio Ginnasi geschaffen.

## Werke
- Dominici Ginnasii episcopi Ostiensis S.R.E. cardinalis enarationes in omnes psalmos David. Ludovico Grignani, Rom 1636.
- In nomine della santissima Trinità, &c. Ludovico Grignani, Rom 1639.